# Lijst van afleveringen van Resurrection
Resurrection is een Amerikaanse fantasy-drama-televisieserie over mensen die terugkeren uit hun dood. De serie werd in Nederland uitgezonden door SBS6.

## Rolverdeling

### Hoofdrollen
- Omar Epps – IND agent J. Martin 'Marty' Bellamy
- Frances Fisher – Lucille Langston
- Matt Craven – sheriff Fred Langston
- Devin Kelley – dr. Maggie Langston
- Landon Gimenez – Jacob Langston
- Kurtwood Smith – Henry Langston
- Michelle Fairley – Margaret Langston
- Mark Hildreth – dominee Tom Hale
- Samaire Armstrong – Elaine Richards
- Sam Hazeldine – Caleb Richards

### Terugkerende rollen
- Kathleen Munroe – Rachael Braidwood
- April Billingsley – Barbara Langston
- Kevin Sizemore – Gary Humphrey
- James Tupper – dr. Eric Ward
- Tamlyn Tomita – dr. Toni Willis
- Travis Young – Ray Richards
- Veronica Cartwright – Helen Edgerton
- Lori Beth Sikes – Janine Hale
- Ned Bellamy – Sam Catlin
- Jwaundace Candece – Mrs. Camille Thompson
- Shawn Shepard – Mr. Wallace Thompson
- Nadej Bailey – Jenny Thompson
- Donna Murphy – Angela Forrester
- Christopher Berry – hulpsheriff Carl Enders
- Michael Tourek – Bloemkooloor
- Jim Parrack – prediker James

## Seizoen 1
| Aflevering | Titel                | Schrijver                      | Regie               | Uitzenddatum VS | Selectie gastrollen |
| --- | -------------------- | ------------------------------ | ------------------- | --------------- | --- |
| 1. | The Returned         | Aaron Zelman                   | Charles McDougall   | 9 maart 2014    | Nicholas Gonzalez – Connor Cuesta Travis Young – Ray Richards Joe Knezevich – jonge Henry Langston Claire Bronson – jonge Lucille Langston |
| IND agent Bellamy krijgt de opdracht om de ouders te zoeken van een achtjarige jongen die op een rijstveld in China gevonden wordt. Hij weigert te spreken maar agent Bellamy komt er toch achter dat de jongen uit Arcadia komt. Hij brengt de jongen daarnaartoe en als hij na aanwijzingen bij zijn ouders aankomt, krijgt agent Bellamy een verrassing te verwerken. De ouders van de jongen, Lucille en Henry, vertellen agent Bellamy dat hun zoon Jacob 32 jaar is overleden aan verdrinking. Hun schok wordt nog groter als Jacob exact op hun overleden zoon lijkt en zich ook als hem gedraagt. Het mysterie wordt nog groter als er later in het dorp nog een persoon opduikt die overleden was. |                      |                                |                     |                 | |
| 2. | Unearth              | Thomas Schnauz                 | Dan Attias          | 16 maart 2014   | Travis Young – Ray Richards Jason Saucier – Dale Getheard Naomi Lavette – baliemedewerkster Tina                                           |
| Caleb Richards is teruggekeerd uit zijn dood zonder zich te herinneren dat hij een aantal jaren geleden gestorven is door een hartinfarct. Ray en Elaine, zijn zoon en dochter, zijn verrast door zijn terugkomst. Ray is ervan overtuigd dat Caleb niet zijn vader is terwijl Elaine blij is met zijn de terugkomst. Ondertussen pakt Caleb weer zijn oude leven op wat voornamelijk bestond uit duistere zaken. Lucille en Henry Langston worstelen ondertussen met het probleem om hoe Jacob terug te laten komen in hun leven en maatschappij. Zij twijfelen over om te liegen of de waarheid te zeggen tegen hun medebewoners van Arcadia. Zij wenden zich naar dominee Tom Hale, Tom was de beste vriend van Jacob 32 jaar geleden. De oom van Jacob, sheriff Fred Langston, hoort van Jacob dat zijn overleden vrouw hem probeerde te redden bij zijn verdrinking. Bij deze reddingspoging viel zijn vrouw ook in het water en verdronk eveneens. Tijdens deze reddingspoging kreeg zijn vrouw hulp van een vreemde man; later ontdekt Fred dat zijn vrouw destijds een verhouding had met de vreemde man. Agent Marty en dr. Maggie Langston, die onlangs besloten hebben om samen te gaan werken, vragen aan Henry en Fred of zij toestemming willen verlenen voor het opgraven van de resten van Jacob en de overleden vrouw. Fred Langston wil dit niet toestaan om zo de geheimen van het verleden te laten rusten. |                      |                                |                     |                 | |
| 3. | Two Rivers           | Nicki Paluga                   | Kevin Dowling       | 23 maart 2014   | Joe Knezevich – jonge Henry Langston Jason Saucier – Dale Getheard                                                                         |
| De opgraving van de lichamen van Jacob en de overleden vrouw van sheriff Fred Langston laat zien dat zij nog ongeschonden in hun graf liggen, wat het mysterie nog groter maakt over hun terugkeer. Ondertussen onderzoeken agent Bellamy en dr. Maggie Langston de rivier waar Jacob verdronken is voor een eventuele connectie tussen de dood van Jacob en Caleb. Zij ontdekken dat Caleb voor zijn dood een de bank heeft overvallen waar zijn dochter Elaine werkt. Dominee Tom Hale heeft besloten om Jacob te steunen voor zijn komst in de kerk, wat op weerstand stuit van het kerkbestuur. Dan ontdekt hij dat een oude liefde van hem ook teruggekeerd is van de dood. |                      |                                |                     |                 | |
| 4. | Us Against the World | Nathaniel Halpern              | Ron Underwood       | 30 maart 2014   | Travis Young – Ray Richards Jason Saucier – Dale Getheard                                                                                  |
| De ex-verloofde van dominee Tom Hale, Rachael Braidwood, die twaalf jaar geleden zelfmoord pleegde, is teruggekeerd uit haar dood. Tom is nu gelukkig getrouwd met Janine maar merkt dat hij nog steeds gevoelens heeft voor Janine, en besluit om haar te helpen om zo haar te kunnen blijven zien. Agent Bellamy en sheriff Langston onderzoeken de rol van Caleb Richards in de bankoverval voor zijn dood. De bank wordt echter opnieuw overvallen en Caleb is daarna nergens meer te vinden. Dr. Maggie Langston neemt Jacob mee om hem te trakteren op een ijsje. Jacob vertelt haar dat hij weet waar Caleb is, dit weet hij omdat hij hem voelt in zijn gedachten. Caleb blijkt zich te verstoppen in een vervallen fabriek die vroeger eigendom was van de familie Langston. Als Caleb gearresteerd wordt, verklaart hij tegen sheriff Langston dat dit nog maar het begin is. Deze boodschap maakt agent Bellamy ongerust over wat er gaat gebeuren. |                      |                                |                     |                 | |
| 5. | Insomnia             | Michele Fazekas & Tara Butters | Christopher Misiano | 6 april 2014    | Jason Davis – hulpsheriff Kyle Beasley – jongen in droom agent Bellamy                                                                     |
| Agent Bellamy en sheriff Langston beginnen hun zoektocht naar het gestolen geld van de laatste bankoverval door Caleb Richards. Zij willen dit snel opgelost hebben voordat de FBI naar Arcadia komt, omdat Caleb nog officieel dood is en zijn wederopstanding geheim te houden. Zijn dochter Elaine praat met hem en ontdekt dan waar het gestolen geld is. Zij besluit om het geld terug te geven aan de autoriteiten. Ondertussen ontdekt agent Bellamy nog meer over andere overledenen, inclusief van een kind die hij in het verleden terugbracht naar een risicogezin. Het kind werd later doodgeschoten door zijn vader en dit veroorzaakte een schuldcomplex bij agent Bellamy. Terwijl agent Bellamy Caleb aan het ondervragen is in zijn cel verdwijnt hij plotseling, agent Bellamy onthutst achterlatend. Dr. Maggie Langston ontdekt dat Rachael Braidwood zwanger is; zij blijkt net zwanger te zijn geworden voordat zij zelfmoord pleegde. Zij smeekt Maggie om dit niet te vertellen aan dominee Tom Hale. |                      |                                |                     |                 | |
| 6. | Home                 | Jessica Mecklenburg            | Scott Winant        | 13 april 2014   | Gary Weeks – hulpsheriff Andrew Chartman                                                                                                   |
| De verdwijning van Caleb Richards zet de werkrelatie tussen agent Bellamy en sheriff Langston op scherp. En om de situatie erger te maken, willen de bewoners van Arcadia zelf het heft in handen nemen om zo de situatie onder controle te krijgen. Dr. Maggie Langston belt een oude studievriend op, dr. Eric Ward, die nu bij de National Institutes of Health werkt om haar te helpen bij terugkerende doden. Zij is ervan overtuigd dat Eric haar kan helpen ondanks het wantrouwen van agent Bellamy naar het inbrengen van mensen van buitenaf. Dr. Ward wil graag dat Jacob met zijn ouders met hem mee gaan naar Maryland voor verder onderzoek, na overleg besluiten de ouders van Jacob het aanbod af te slaan. Dominee hoort van Rachael dat zij zwanger is en dat hij de vader is. Dit nieuws komt hard aan bij zijn nieuwe vrouw Janine; zij probeert al lang om zwanger te worden wat tot nu toe nog niet gelukt is. Helen Edgerton, een lid van het kerkbestuur, vertelt aan de kerkgangers dat hun dominee een buitenechtelijk kind gaat krijgen. Dit veroorzaakt dat een neef van een slachtoffer van Caleb Richards en een hulpsheriff besluiten om Rachael te ontvoeren, dit vooral uit angst voor de terugkerende doden. |                      |                                |                     |                 | |
| 7. | Schemes of the Devil | Nathan Louis Jackson           | Dan Attias          | 27 april 2014   | Gary Weeks – hulpsheriff Andrew Chartman Michael Harding – Paul Thorton Ashlee Payne – Polly Humphrey                                      |
| Dr. Eric Ward maakt een belangrijke ontdekking, het blijkt dat de bloedcellen van Jacob Langston en Rachael Braidwood mogelijk leukemie kunnen genezen. Rachael Braidwood wordt gevangen gehouden door Gary Huphrey, en zij vertelt hem dat zij niet kan sterven. Sheriff Fred Langston vindt de verblijfplaats van Rachael Braidwood en haar ontvoerder, tijdens een worsteling wordt Rachael neergeschoten en sterft in de armen van dominee Tom Hale. Later ziet agent Bellamy haar echter weer springlevend lopen langs een weg. Jacob Langston ontmoet in een speeltuin Jenny; zij is een meisje gekleed in kleding van de jaren 50. Later komen de ouders van Jenny ook tevoorschijn en het blijkt dat zij ook teruggekeerd zijn uit de dood. Op het politiebureau komen tientallen telefoontjes binnen met mensen die verklaren dat hun overleden geliefden weer tot leven zijn gekomen. Dit zorgt ervoor dat sheriff Langston ineens beseft dat er een grote kans is dat zijn overleden vrouw Barbara ook weer tot de levenden is teruggekeerd. Hij haast zich naar huis, waar blijkt dat Barbara er niet is. Zijn dochter Maggie ontdekt echter dat haar moeder wel weer leeft, en dat zij bij haar minnaar Sam Catlin verblijft. |                      |                                |                     |                 | |
| 8. | Torn Apart           | Aaron Zelman                   | Dan Attias          | 4 mei 2014      | Gary Weeks – hulpsheriff Andrew Chartman Mike Pniewski – kolonel Austryn Everest Stone Jason Davis – hulpsheriff Tiffany Morgan – Eva      |
| Rachael Braidwood bekijkt haar dode lichaam in het mortuarium, zij kan het niet bevatten maar beseft toch dat zij echt leeft. Sheriff Langston ontmoet dan toch zijn overleden vrouw Barbara. Zij vertelt hem dat zij heeft besloten om bij haar minnaar Sam Catlin te blijven. Hij is hier zo boos over dit zijn gevoelens over de teruggekeerde overledenen negatief verandert. Hij zorgt ervoor dat alle teruggekeerde overledenen, inclusief Barbara, samenkomen in de lokale gymzaal om hen met hulp van militairen op te sluiten. Het plan loopt echter niet zoals gepland, en als dan zijn dochter Maggie gearresteerd wordt voor het niet opvolgen van een order besluit hij om alles op alles te zetten om haar en de gevangen te helpen. Agent Bellamy probeert de ouders van Jenny te helpen nadat hij de plannen van de sheriff Langston heeft ontdekt. Later vertellen de ouders aan Lucille en Henry Langston dat zij hun verdwenen zoon zoeken, en dat hij een opvallende moedervlek in zijn nek heeft, en dat hij ook teruggekeerd is vanuit de dood. Agent Bellamy besluit dat Jacob niet meer veilig is in Arcadia en wil met hem vluchten. Later worden zij echter toch gearresteerd door de militaire politie. Tijdens een worsteling zien we dat agent Bellamy de opmerkelijke moedervlek in zijn nek heeft die moeder van Jenny heeft omschreven.                                                         |                      |                                |                     |                 | |

## Seizoen 2
| Aflevering | Titel          | Schrijver                             | Regie               | Uitzenddatum VS   | Selectie gastrollen                                                                                     |
| --- | -------------- | ------------------------------------- | ------------------- | ----------------- | --- |
| 1. | Revelation     | Aaron Zelman                          | Christopher Misiano | 28 september 2014 | Katherine Steets – receptioniste Nathaniel Shapiro – barkeeper                                          |
| IND agent Bellamy wordt wakker in een veld dichtbij Arcadia. Hij kan zich bijna niet herinneren wat er gebeurd is, hij herinnert zich wel dat hij ondervraagd is door een mysterieuze vrouw. Terug in Arcadia beseft hij dat er een week voorbijgegaan is na zijn verdwijning. Daar ontdekt hij ook dat de soldaten de meeste van de teruggekeerde doden hebben meegenomen zonder te laten weten waar zij zijn gebleven. De media gelooft niet dat er mensen teruggekeerd zijn uit hun dood, en omdat er hier nu geen bewijs voor is nu de mensen weg zijn, wijten zij dit aan massahysterie. Agent Bellamy wordt dan teruggeroepen naar Chicago voor een gesprek met zijn baas. Daar aangekomen ontmoet hij de mysterieuze vrouw, die hem voor een keus stelt: of hij wordt haar ogen en oren in Arcadia of hij wordt gevangengezet bij de rest van de teruggekeerden. Dan herinnert agent Bellamy zich ineens dat hij tijdens zijn eerdere ondervraging recht door zijn hart werd geschoten. Sheriff Fred Langston is weer aan het werk, alleen zijn drinkgedrag baart zorgen; hij kan het moeilijk onder controle krijgen. Jacob Langston ziet 's nachts ineens zijn oma (de overleden moeder van Henry en Fred). Henry Langston vertelt zijn moeder wat er de laatste tijd allemaal gebeurd is, alleen denkt hij dat Fred haar terugkeer niet meteen zal accepteren. Fred ziet het allemaal niet meer zitten en ziet maar één uitweg: zelfmoord plegen. Zijn moeder kan dit voorkomen. Rachael Braidwood ondergaat een echo op haar ongeboren kind. Zij krijgt te horen dat het een jongen is en dat hij een paar maanden ouder is dan zij eerder dacht. |                |                                       |                     |                   | |
| 2. | Echoes         | Stephanie Sengupta & Nicki Paluga     | Dan Lerner          | 5 oktober 2014    | Scott Michael Campbell – Arthur Holmes Katherine Willis – Kimberly                                      |
| Agent Bellamy krijgt van de mysterieuze vrouw de opdracht om alle toekomstige terugkerende mensen op te sporen en haar hiervan op de hoogte te stellen. Hij gaat samen met sheriff Langston op onderzoek uit in de schuilplaats van Caleb Richards, nadat zij geruchten hebben gehoord dat iemand zich daar ophoudt. De dochter van Caleb, Elaine, blijft echter volhouden dat haar vader niet meer teruggekeerd is, en Jacob heeft alleen de terugkeer van zijn oma gevoeld. Agent Bellamy en sheriff Fred vinden wel een andere man, Arthur Holmes, plus een teruggekeerde die overleden was in 1935. Hij is wel anders dan de andere teruggekeerden; hij is ziek terwijl de rest allemaal gezond is. Het enige wat Holmes zich kan herinneren van zijn overlijden is een brand. Ondertussen weet hij Jacob Langston te laten bekennen dat Jacob weet dat agent Bellamy ook een teruggekeerde is. Zij besluiten samen om dit geheim te houden. Dominee Tom Hale besluit om Rachael bij te staan bij haar zwangerschap, en neemt ontslag bij zijn kerk om een eigen kerk op te richten. Ondertussen besluit zijn vrouw Janine om terug te keren naar huis. Henry Langston neemt zijn moeder Margaret mee naar hun verlaten fabriek. Zij neemt het haar zoon kwalijk dat hij en zijn broer de fabriek hebben laten vervallen. Later keert zij alleen terug naar de fabriek en binnen graaft zij de vloer open waarna een menselijk skelet tevoorschijn komt. |                |                                       |                     |                   | |
| 3. | Multiple       | Tony Basgallop & Nathan Louis Jackson | Ron Underwood       | 12 oktober 2014   | Tom Hillmann – directeur Hayes Elizabeth Ludlow – miss Lynch Nick Craven – jonge Fred Langston          |
| Agent Bellamy, die ervan overtuigd is dat hij ook een teruggekeerde is, vraagt advies aan dominee Hale die voorstelt om zijn lichaam te gaan zoeken. Dominee Tom Hale is begonnen met zijn nieuwe kerk, een van zijn kerkgangers vindt een schedel bij een rivier. Sheriff Fred Langston wordt gewaarschuwd en hij vraagt aan de lijkschouwer of hij zijn dochter (dr. Maggie Langston) erbij kan betrekken. Zij arriveert bij de rivier en ontdekt dat er lichaamsdelen liggen van zes lichamen. Zij denkt dat er twee sets liggen van drie verschillende mensen, en gelooft dat Jacob Langston niet de eerste teruggekeerde mens is uit zijn dood. De lichamen zijn zeker 40 jaar oud en de resten hebben niet altijd hier gelegen. Sheriff Langston organiseert een zoektocht naar de plek waar de resten vandaan komen. De sheriff ontdekt ook een stuk kleding bij de resten en gaat dan naar de fabriek van zijn familie, waar hij nog een stuk menselijk bot ontdekt. Dr. Langston onderzoekt de resten in haar kliniek. Ze gelooft dat de slachtoffers vermoord zijn en roept haar vader erbij. Als agent Bellamy er ook bij komt, laat zij hem drie botten zien waaraan zij kan zien dat deze persoon twee keer teruggekeerd is uit zijn dood na twee keer vermoord te zijn. Tijdens hun ontdekking komt er ineens een team mensen binnen die de resten meenemen. Zij zijn hierover eerder ingelicht door agent Bellamy. Dan krijgt agent Bellamy ineens een schok te verwerken als hij ineens zijn eigen lichaam ziet liggen. Hulpsheriff Carl Enders schiet door frustratie zijn irritante broer Mikey (die hem voortdurend afsnauwt) dood. Nadat hij het lichaam van Mikey begraaft in de kelder ziet hij ineens Mikey weer levend terugkomen in zijn huis. |                |                                       |                     |                   | |
| 4. | Old Scars      | Pat Charles & Nathaniel Halpern       | John Stuart Scott   | 19 oktober 2014   | Glenn Fleshler – Mikey Enders Jody Thompson – mr. Leg Brace Karen Ceesay – verpleegster                 |
| In 1935 wordt een man met een orthese gelyncht door een woedende menigte, waaronder oma Margaret wanneer zij jonger was. Nu in het heden suggereert Margaret dat het weer tijd wordt dat Jacob teruggaat naar school, zijn ouders zijn bang dat dit nog te vroeg is, maar Jacob zegt er klaar voor te zijn. Margaret wil een etentje houden met haar hele familie. Jacob staat erop dat Barbara, de ex-vrouw van Fred, ook uitgenodigd wordt. Margaret zoekt haar zoon Fred op en laat hem beloven te komen naar het etentje. Henry probeert Barbara zover te krijgen om te komen. Op het etentje waar zij allemaal gekomen zijn, vloeit de wijn rijkelijk en dit zorgt ervoor dat er talloze beschuldigingen naar elkaar worden gemaakt. Margaret vertelt aan Jacob dat zij een manier heeft gevonden om hoe zij een teruggekeerde moet doden zodat deze zeker niet meer terugkomt. Dr. Bellamy weet van dr. Maggie Langston dat twee van de sets lichaamsonderdelen toebehoren aan een zwarte man en een blanke man die mank liep. Dan gaat hij zoeken in oude kranten met verhalen over de oude fabriek van de familie Langston. Hij vindt een verhaal over een auto-ongeluk met een foto, daarop staat een man met een orthese en Arthur Holmes. Rachael Braidwood zakt in een winkel in elkaar en wordt naar de kliniek van dr. Maggie Langston gebracht voor onderzoek. Daar krijgt Rachael te horen dat de baby tweemaal zo snel groeit als normaal. Janine, de vrouw van dominee Tom Hale, zegt tegen hem dat Rachael welkom is in hun huis gezien de omstandigheden. |                |                                       |                     |                   | |
| 5. | Will           | Michele Fazekas & Tara Butters        | Stephen Cragg       | 26 oktober 2014   | Glenn Fleshler – Mikey Enders Karen Ceesay – verpleegster                                               |
| Sheriff Langston laat agent Bellamy een bot zien dat hij in de fabriek heeft gevonden. Zij verdenken oma Margaret ervan dat zij de resten bij de rivier gedumpt heeft. Agent Bellamy denkt dat de lichaamsresten toebehoren aan mensen die omgekomen zijn in een brand en niet bij een auto-ongeluk. Sheriff Langston denkt dat het beter is om dit geheim te houden, zoals dit ook gebeurde in de jaren dertig. Meerdere doden die terugkeren, komen terug met een hoestvirus, waaronder de broer van hulpsheriff Carl. Dr. Maggie Langston vertelt Carl dat zonder een medicijn zijn broer voorgoed kan verdwijnen. Als de boer op sterven ligt, vertelt hij aan Carl dat hij hier helemaal niet wil zijn en verdwijnt dan ineens. Dr. Langston ontdekt dat agent Bellamy connecties heeft bij de overheid. Zij vraagt hem of hij kan informeren of de overheid meer weet over de hoest. Agent Bellamy wendt zich tot de mysterieuze vrouw; zij weigert hem echter informatie te geven. Later wordt ontdekt dat agent Bellamy en Rachael Braidwood ook in contact zijn gekomen met het virus. Sheriff Langston en zijn ex-vrouw Barbara besluiten om toch weer samen te komen, dit tot frustratie van Margaret. Later vraagt Margaret aan Barbara of zij met haar een wandeling wil maken, Margaret vertelt haar dat zij veel schuldgevoel heeft over de haatgevoelens in haar familie. Dan vertelt Margaret aan haar dat zij weet waarom zij teruggekeerd is: om haar schuldgevoel weg te werken. Tevens vertelt zij Barbara dat als Barbara ervoor kiest om te stoppen met haar leven, dat zij dan verdwijnt en niet meer terugkeert. Meteen voert zij dit uit en verdwijnt, dit wordt ook gezien door Elaine Richards. Als Elaine dit doorvertelt aan dr. Langston ontdekken zij dat het bloedmonster van Barbara ook verdwenen is. |                |                                       |                     |                   | |
| 6. | Afflictions    | Stephanie Sengupta                    | Christopher Misiano | 2 november 2014   | Kyle Secor – Brian Addison T.J. Linnard – Michael Kirk Assaf Cohen – dr. Luke Courtelis                 |
| Agent Bellamy heeft een ontmoeting met de mysterieuze vrouw en vraagt haar of er een behandeling is voor het virus dat hij heeft. Hij krijgt een medicijn dat een verlichting geeft voor de symptomen maar hoort dat het geen definitieve oplossing is voor zijn ziekte. Dan ziet de mysterieuze vrouw de moedervlek in de nek van agent Bellamy en herinnert zij een interview met Camille Thompson waar hierover gesproken wordt (zie seizoen 1 aflevering 8). De vrouw zegt dat zij een statisticus is om zo te de terugkeer te verklaren van sommige doden. Als agent Bellamy later een notitie onder ogen krijgt, ziet hij dat hij geïdentificeerd is als Robert Thompson die in 1934 overleden is in Arcadia door een overstroming, om daarna in 1972 terug te keren in Chicago. Met dit nieuws heeft hij dan een ontmoeting met zijn zus Jenny Thompson. Hij hoort van haar dat hun ouders verdwenen zijn door het virus. Agent Bellamy wordt weer naar huis gestuurd met een voorraad medicijnen voor tien dagen. Voordat hij het ziekenhuis verlaat, verstopt hij zijn telefoon om zo later via gps de locatie te kunnen vinden waar hij verbleef. In Arcadia aangekomen geeft hij een deel van zijn medicijnen aan dr. Maggie Langston voor haar virusinfectie. Dr. Maggie Langston vertelt haar vader sheriff Fred Langston dat Elaine Richards heeft gezien hoe Barbara verdween. Zij confronteert Margaret hiermee; zij ontkent alles en vertelt dat Elaine dit verkeerd heeft gezien. Fred zoekt Elaine op en vertelt haar dat hij haar wel gelooft. Ondertussen organiseert de broer van Elaine, Ray, een bijeenkomst van mensen die geen teruggekeerden zijn, de True Lifers. Het doel van deze bijeenkomst is te bespreken hoe het probleem van de teruggekeerde mensen moet worden aangepakt. Henry Langston neemt Jacob mee naar de verlaten fabriek en vertelt hem plannen om de fabriek weer op te starten. Hij heeft daar een ontmoeting met Brian Addison, die interesse heeft de fabriek over te kopen, maar Henry vertelt hem dat hij geen interesse heeft om te verkopen. Brian vraagt aan Henry of hij dan een investeerder zoekt en geeft hem een visitekaartje. Later belt Henry naar Brian voor verder overleg. Na het telefoontje brengt Brian verslag uit aan een teruggekeerde die hij Opa noemt. Opa lacht om het nieuws en zegt dan hatelijke dingen over de familie Langston. |                |                                       |                     |                   | |
| 7. | Miracles       | Tony Basgallop                        | Colin Bucksey       | 9 november 2014   | Kyle Secor – Brian Addison T.J. Linnard – Michael Kirk Cullen Moss – Joey                               |
| Rachael Braidwood droomt over de man die bekend is als Opa die in de val zit in een brand op de fabriek. Margaret Langston schrikt ineens wakker door dezelfde droom. Brian Addison heeft een ontmoeting met de familie Langston om te praten over een eventuele investering in de fabriek. Margaret biedt dan aan Brian een diner aan met de familie Langston. Na het diner gaat Margaret mee met Brian naar zijn huis, en daar aangekomen ziet zij een oude foto van Opa. Zij herkent hem als de man die in een vuur vastzit in haar droom. Door deze ontdekking verzint zij snel excuus naar Brian om snel de woning te verlaten. Brian krijgt dan een enorme woedeaanval over zich heen van Opa, die uit een andere kamer komt stormen wegens het meebrengen van Margaret. Ray Richards heeft een ontmoeting met hulpsheriff Carl Enders en vertelt hem over de bijeenkomst met de True Lifers. Hij vertelt dat de groep zich zorgen maakt over het feit dat er waarschijnlijk volgend jaar meer teruggekeerde mensen zijn in Arcadia dan echte mensen. Carl gaat mee naar de volgende bijeenkomst en vertelt hen het verhaal over de verdwijning van zijn broer Mikey; dit inspireert de groep. Aan het eind van de bijeenkomst valt Carl het op dat Ray op een mysterieuze wijze ook het virus heeft. |                |                                       |                     |                   | |
| 8. | Forsaken       | Nicki Paluga                          | Constantine Makris  | 30 november 2014  | Kyle Secor – Brian Addison T.J. Linnard – William Kirk Cullen Moss – Joey                               |
| Margaret Langston bekijkt een aantal oude foto's samen met haar kleinzoon Jacob. Ze ziet een foto van een man die omkwam in de fabrieksbrand en herkent hem als William Kirk. Zij zoekt Brian Addison op en deelt hem mee dat de afspraak niet doorgaat, tevens waarschuwt zij hem dat hij geen contact meer zoekt met haar familie. Henry Langston is teleurgesteld met deze gang van zaken en zoekt Brian in zijn huis op en ontmoet daar ook William, zonder te weten dat Margaret hem herkend heeft. William vertelt Henry dat hij op de fabriek heeft gewerkt, dit nadat Henry hem een baan heeft aangeboden om de fabriek mee op te starten. Henry maakt ook het afbreken van de afspraak tussen Brian en Margaret ongedaan. Ondertussen groeit de angst onder de bewoners van Arcadia voor de teruggekeerden, zij sturen hun teruggekeerde geliefde massaal in de kerk van dominee Tom Hale. Agent Marty Bellamy en sheriff Fred Langston bezoeken een kleine groep True Lifers op in een restaurant; zij ontdekken dat zij enkele duistere plannen hebben en waarschuwen hen dit niet door te zetten. Agent Bellamy is hier zo boos over dat hij aan iedereen binnen hoor afstand verkondigt ook een teruggekeerde te zijn. Een bezorgde Elaine Richards bezoekt Ray Richards op in het ziekenhuis; later vergezelt sheriff Langston hen ook. Maggie Langston denkt dat de baby van Rachael Braidwood de oorzaak van haar herstel is, zij is er daarom sterk van overtuigd dat de stamcellen in het vruchtwater van Rachael het medicijn is voor het mysterieuze virus. Rachael gaat akkoord dat Maggie wat vruchtwater afneemt voor verder onderzoek, ondanks de zorgen van Janine Hale. Maggie injecteert wat stamcellen van Rachael in Ray, Ray laat Maggie wel beloven hem dood te laten als hij sterft. Het wezen dat in het lichaam van Ray zit, laat dan duidelijk merken dat hij hem niet wil zijn. Als Rachel thuiskomt, liegt Janine tegen haar door te zeggen dat dominee Tom haar mee wil nemen naar het huis van de zuster van Janine voor bescherming tot de dreiging van de True Lifers voorbij is. Als dominee Tom thuiskomt, treft hij een leeg huis aan; na het lezen van het babydagboek van Janine belt hij haar bezorgd op. Zij vertelt hem dat zij Rachael naar haar eigen gynaecoloog in een nabijgelegen dorp heeft gebracht. Dominee Tom keert dan terug naar zijn kerk waar agent Bellamy assistentie verleent aan de massaal teruggekeerden. Rachael belt naar dominee Tom met het toestel van Janine en vertelt hem de leugen van Janine; hierop vertelt dominee Tom dat hij van haar houdt en zegt haar stil te zijn totdat hij bij haar is. Dominee Tom vertelt agent Bellamy dat hij weg moet. Net op dat moment wordt er een traangasgranaat de kerk in gegooid. Agent Bellamy helpt de mensen in de kerk het gebouw te ontvluchten. Tom verlaat de kerk aan de achterzijde om naar Rachael te gaan. Een pick-up auto rijdt met haast weg van de kerk en raakt dominee Tom, wat zijn overlijden veroorzaakt. Hulpsheriff Carl Enders stapt uit de pick-up om te kijken wat hij gedaan heeft; daarna stapt hij snel weer in en vlucht weg. |                |                                       |                     |                   | |
| 9. | Aftermath      | Steve Cwik                            | Kevin Dowling       | 7 december 2014   | Cullen Moss – Joey Eduardo Gonzalez – deputy Gonzales Allan Edwards – supervisor                        |
| Ray Richards herstelt dankzij de injectie met stamcellen voorspoedig. Maggie Langston en agent Martin Bellamy beseffen dat zij meer stamcellen nodig hebben, maar zij kunnen Rachael Braidwood niet meer vinden. Ondertussen raakt het medicijn van agent Bellamy (dat hij van de overheid heeft gekregen) op en de symptomen van het virus komen weer tevoorschijn. Henry, Lucille en Margaret Langston krijgen een meningsverschil over hoe aan Jacob te vertellen hoe dominee Tom Hale is overleden. Jacob hoort echter dit meningsverschil en ontdekt zo hoe hij gestorven is. Henry vertelt aan Margaret dat hij de afspraak weer bekrachtigd heeft. Margaret gaat nu naar sheriff Fred Langston en wil dat hij met de afspraak gaat bemoeien omdat de afspraak fraudeleus is. Janine Hale drogeert Rachael om haar zo in slaap te houden; Janine hoort van de dood van dominee Tom en wanneer Rachael wakker wordt licht zij haar ook in. Als Rachael weg wil gaan, ontdekt zij dat Janine haar gevangen houdt; zij slaat dan Janine neer en kan dan ontsnappen. Sheriff Fred geeft Henry de cheque terug en vertelt hem dat Brian Addison de stad wil ontvluchten met het geld om zo wraak te nemen op zijn grootvader. Sheriff Fred vertelt ook aan Henry dat Margaret gelogen heeft; als hij hem niet gelooft, moet hij haar maar vragen wat met Barbara is gebeurd. Maggie Langston en agent Bellamy herinneren zich dat het voormalige lichaam van Rachael nog steeds in bezit is bij de overheid en dat het vruchtwater in dit lichaam ook te gebruiken is voor het winnen van stamcellen. Zij vragen hierbij de hulp van Angela Forrester; zij wordt echter teruggefloten door haar baas. Agent Bellamy krijgt ook van haar te horen dat de medicijnen voor het virus op zijn en dat hij ook geen toegang krijgt tot Jenny, uit angst voor het overdragen van het virus. Als Maggie en agent Bellamy het gebouw van Angela Forrester verlaten, ontdekt Maggie medicijnen voor het virus in haar handtas die door een verpleegster daarin gedaan zijn. Henry confronteert Margaret met de fabrieksbrand; zij bekent dat bij deze brand twaalf mensen de dood vonden nadat zij opgesloten werden in een ruimte om zo de brand niet over te laten slaan. Margaret bekent ook dat zij betrokken was bij de verdwijning van Barbara; dit laat Henry besluiten om Margaret te vragen om te vertrekken. Sheriff Fred ontdekt dat zijn hulpsheriff Carl Enders de veroorzaker is van het overlijden van dominee Tom en arresteert hem. Henry, Lucille en Jacob bezoeken een herdenkingsdienst voor dominee Tom; als er leden van de True Lifers daar ook arriveren, ontstaan er al snel spanningen die uit zullen lopen op problemen. Een van de leden slaat Henry neer. Margaret arriveert ook en neemt plaats naast Jacob die de situatie overziet en vertelt Margaret dat hij hiervoor verantwoordelijk is en dat het tijd is dat hij vertrekt. Jacob verlaat samen met Margaret de herdenkingsdienst. Lucille ontdekt dat Jacob weg is en zoekt wanhopig naar hem. |                |                                       |                     |                   | |
| 10. | Prophecy       | Aaron Zelman                          | Christopher Misiano | 4 januari 2015    | Claire Bronson – jonge Lucille Faye Foley – 10-jarige Margaret Bailey Anne Borders – 17-jarige Margaret |
| Een storm raast over Arcadia, en een mysterieuze gewonde man strompelt het bos uit het restaurant van Elaine Richards binnen. Zij helpt hem met het uittrekken van zijn bebloede shirt en ziet dan een vreemd patroon op zijn rug. Elaine herkent dan de man die net binnen is gekomen; het betreft prediker James uit 1930. Henry en Fred Langston zoeken samen met agent Bellamy naar Jacob nadat zij Lucille hebben gedwongen thuis te blijven; dit terwijl zij dolgraag meewilde gaan zoeken. Lucille vertelt Maggie dat zij zich verantwoordelijk voelt voor de verdrinking van Jacob in het verleden, en zij wil dit niet nog een keer meemaken om hem te verliezen. Margaret Langston heeft Jacob meegenomen naar een oude schuur (in een flashback wordt vertoond dat zij als jonge vrouw huilend in deze schuur zit met een trouwjurk aan). Zij vertelt aan Jacob dat zij gedwongen werd om te trouwen met Mr. Langston, en dat zij dit deed om haar vader te beschermen. Haar vader was een problematische voorman bij de meubelmakerij. Henry en Fred komen bij de schuur aan en vinden daar Margaret, dan lukt het Marty om Jacob te pakken. Margaret gaat akkoord met het uitleggen hoe zij zichzelf kan laten verdwijnen, en vertelt dat zij getuige is geweest van het verdwijnen van een brandslachtoffer voordat hij voor de vierde keer geëxecuteerd zou worden. Zij vertelt ook dat zij Jacob wilde helpen met zichzelf te laten verdwijnen, maar dat hij op het laatste moment hiervan afzag en dat hij terug wilde naar zijn ouders. Ook vertelt zij de waarheid over hun vader en dat zij de familie Langston haatte. Maggie vertelt Marty dat zij klaar is met de ontwikkeling van de stamcellen, en dat hij nu zich helemaal kan laten genezen van het virus. Marty belt dan naar de overheid voor een verzoek en wordt dan herenigd met zijn zus Jenny. Marty gaat naar een kaal stuk land in de vorm van een halve maan in het bos. Daar ziet hij een groep cicaden opstijgen en een figuur van een boom vormen in de lucht. Dan komt prediker James aanlopen die aan Marty vertelt dat hij stierf terwijl hij hem wilde redden van een zondvloed. Hij veronderstelt aan Marty dat het volledige verhaal over de terugkerende mensen nog niet verteld is. |                |                                       |                     |                   | |
| 11. | True Believer  | Pat Charles                           | Vincent Misiano     | 11 januari 2015   | Cheryl White – Robin Peggy Sheffield – Hilary                                                           |
| Nadat agent Marty Bellamy het verhaal heeft gehoord over hoe prediker James mensen terugbracht uit de dood in de jaren dertig, raakt hij ervan overtuigd dat hij een charlatan was. Dit wordt bewezen als James een bijeenkomst houdt waar hij een man terugbrengt uit de dood; Marty heeft de man al eerder in het bos zien lopen. Henry Langston bezoekt Fred Langston terwijl hij en Lucille problemen hebben. Dan belt hij Lucille en spreken af voor een gesprek in het restaurant. Terwijl Lucille zit te wachten merkt zij dat haar horloge ineens stopt. Marty wordt op het station wakker van een korte slaap en ziet dan wat het visioen van Henry Langston blijkt te zijn. Nadat hij dit aan Fred Langston heeft verteld rennen zij samen naar Henry; daar vinden zij hem dood door een hartaanval. Lucille is compleet overstuur over de dood van Henry en wil dat prediker James haar man weer terughaalt uit de dood. James kan dit alleen doen met de hulp van Marty. Marty gaat dan argwanend mee met James naar een veld waar James een graf heeft gegraven. James eist dat zij hem moeten vermoorden zodat hij Henry terug kan halen. Marty weigert dit, en Fred trekt zijn pistool en schiet hem dood. De volgende dag verschijnt James weer ten tonele bij de familie Langston samen met de levende Henry. James vertelt dan aan Marty dat hij vroeger inderdaad een charlatan was, maar dat hij nu zijn leven heeft verbeterd. Tevens vertelt hij aan Marty dat hij verschillende smeekbedes heeft gehoord van dode mensen toen hij Henry aan het terughalen was. Margaret Langston gaat naar het overheidscentrum waar de onbekende teruggekeerden gevangen worden gehouden. De gevangenen herkennen haar en dan blijkt dat zij bang van haar zijn. Een agent confronteert Margaret met dit feit en verwondert zich waarom zij ervoor gekozen heeft om daar te blijven. Rachel Braidwood arriveert in het kantoor van Maggie Langston en begint weeën te krijgen. Ze vertelt haar het verhaal over hoe zij ontsnapt is van Janine Hale. Maggie vertelt haar dat zij nu harde buik weeën heeft, maar gelooft wel dat zij wel elke moment kan bevallen. Rachel bezoekt dan samen met Elaine Richards het graf van Tom Hale. |                |                                       |                     |                   | |
| 12. | Steal Away     | Nathan Louis Jackson                  | Félix Alcalá        | 18 januari 2015   | Cheryl White – Robin Kesner Cham – man Kelly Tippens – vrouw                                            |
| In Arcadia wandelen de teruggekeerden in een trance-toestand door het centrum waar zij voor een gebouw stoppen en kijken daar naar een raam. Het wordt duidelijk dat dit raam hoort bij de kamer van Rachel Braidwood. Rachel krijgt op dat moment weeën, waarop Fred Langston zijn pistool afvuurt wat de teruggekeerden uit hun trance haalt. Henry Langston en agent Marty Bellamy proberen uit te zoeken wat er gebeurd is en hebben een ontmoeting met prediker James voor meer duidelijkheid. Tijdens het gesprek tussen deze drie vertelt Henry over hoe Margaret Barbara liet verdwijnen. Dit schokt James. James wil hierna naar het overheidsgebouw om daar Margaret op te zoeken om met haar te praten. Marty wil ondertussen praten met Angela Forrester over het in trance raken van de teruggekeerden. Marty vindt Angela en zij kan echter niets verklaren over het trance-gebeuren, maar deelt wel het nieuws over de mogelijke terugkeer van een ander grote groep doden. James praat ondertussen met Margaret en houdt een kerkdienst voor de gevangen teruggekeerden, inclusief communie en miswijn. Marty en Angela worden dan naar de kamer geroepen waar James de dienst houdt. Daar zien zij dat James en de aanwezige allemaal dood zijn. Zij zijn gestorven door het drinken van vergiftigde wijn. De volgende dag komen alle doden weer tot leven in Arcadia; James legt uit aan Marty dat dit voor de gevangenen de enige mogelijkheid was om zo te kunnen ontsnappen uit de gevangenschap. James vertelt Marty dat hij gelooft dat Rachael in haar dood zwanger is geworden, en dat de baby hierom het beest is zoals in de Bijbel wordt beschreven. Zo gauw de baby is geboren kan deze de teruggekeerden controleren door middel van het bidden. Marty waarschuwt Maggie Langston die direct Rachael verhuist naar het huis van Henry en Lucille Langston. Margaret keert ook terug en zoekt Jacob op voor een gesprek. Jacob vertelt haar dat Rachael in hun huis is en dat zij aan het bevallen is; dit veroorzaakt hem veel pijn. Op dat hetzelfde moment drukt Angela een toets in op de computer, wat ervoor zorgt dat er een grote groep mensen uit hun dood terugkeren. Zij schrikt als zij ziet dat het aantal teruggekeerden in de miljoenen loopt. |                |                                       |                     |                   | |
| 13. | Love in Return | Nathaniel Halpern                     | Dan Attias          | 25 januari 2015   | Cullen Moss – Joey Ryan Lewis – boos kijkende man Jay DeVon Johnson – nieuwslezer                       |
| Terwijl Rachael Braidwood zich voorbereidt op haar bevalling, houden agent Marty Bellamy en de gebroeders Langston predikant James en zijn kudde van teruggekeerden op afstand. Ondertussen neemt Lucille Langston Jacob en Jenny naar een veilige plaats. Margaret Langston waarschuwt Rachael over James die haar baby wil afpakken. Terwijl zij dit doet, wordt zij betrapt door Maggie en Lucille. Margaret wil hen overtuigen dat zij goede bedoelingen heeft met haar aanwezigheid, en dat zij Jacob wil helpen die de pijn voelt van de baby. James roept zijn kudde op om het huis van Langston binnen te stormen en daar overvallen zij Maggie, Marty, Fred en Henry. James gaat naar Rachael om met haar te praten, waar hij haar wil overtuigen dat Tom op haar wacht, en dat zij voor haar baby wordt geboren naar hem toe moet gaan. Het lukt Margaret om een wapen te pakken en kan zo de rest bevrijden. Het lukt hen om James te stoppen voordat hij Rachael kan laten verdwijnen. Marty vertelt haar dat James geen man van het woord is, dit omdat God hem niet gestuurd kan hebben om een kind te doden. Rachael bevalt eindelijk van haar zoon Nathaniel. De volgende morgen zien Marty en de familie Langston op televisie dat er miljoenen mensen teruggekeerd zijn uit de dood, en het einde is nog niet in zicht. Een jaar later is Marty in dienst van de nieuwe overheidsafdeling van de teruggekeerden, en vertelt een nieuwe teruggekeerde dat haar kleinzoon haar in huis zal nemen. Tevens waarschuwt hij haar voor discriminatie omdat zij een teruggekeerde is. Marty zoekt dan prediker James op die gevangen zit, en herinnert hem eraan dat wat er in de Bijbel geschreven staat niet gebruikt kan worden voor het kwaad. Later op de avond gaan Marty en Maggie Langston, die nu een relatie hebben, op bezoek bij de familie Langston. Ondertussen zingt Rachael een slaapliedje voor haar zoon Nathaniel voordat zij gaat slapen. Later verschijnt er een zwerm cicaden voor de raam waar Nathaniel slaapt. |                |                                       |                     |                   | |